# RR-207
A  RR-207 é uma rodovia brasileira do estado de Roraima. Essa estrada intercepta a BR-432.
Está localizada na região Leste do estado, atendendo aos municípios de Cantá e Bonfim, numa extensão de 140,6 quilômetros sem pavimentação. A rodovia cruza as terras indígenas Jacamim e Malacacheta.